# 민주주의 진흥
민주주의의 지원, 구축(영어: Democracy promotion)이라고도 할 수 있는 민주주의 진흥(民主主義振興)은 민주주의가 전 세계로 확산될 수 있도록 지원하려는 정부와 국제기구가 채택한 외교정책의 한 가닥이다. 민주주의를 지지하는 이유 중에는 민주적인 통치 체제를 가진 나라들이 전쟁으로 갈 가능성이 적으며 경제적으로 더 잘살고 사회적으로 더 조화롭다는 믿음이 포함되어 있다.
일부 비평가들은 미국이 해외 군사 개입을 정당화하기 위해 민주주의 촉진을 이용했다고 주장했다.
지난 20년 동안 많은 경험을 쌓았다. 1989년 철의 장막이 무너진 후 이전의 공산주의 국가들, 특히 중유럽과 동유럽에서 민주적 변화의 물결이 일었다. 프리덤하우스에 따르면 민주국가 수는 1974년 150개 주 중 41개 주에서 2006년 192개 주 중 123개로 늘었다. (프리덤 하우스의 최신 data 보관됨 2009-02-21 - 웨이백 머신). 그러나 21세기 초부터 과도기의 속도는 상당히 둔화되었는데, 이는 진보와는 거리가 먼 민주주의가 실제로 위협을 받고 있는 것이 아닌가 하는 문제를 곰곰이 생각해보도록 부추겼다. 최근 몇 년간 학자들은 영국, 미국, 유럽연합(EU) 등 이미 민주주의 체제가 존재하는 국가에서 이른바 민주적 결손을 지적해 왔다. 민주주의로의 추진은 1990년 2%에서 2005년 20% 가까이로 성장했다.
이미 통치체제의 핵심에 있는 국가들과 그렇지 않은 국가들 모두에서, 현재 전 세계의 민주주의가 직면하고 있는 인식된 도전은 학자들과 실무자들이 냉전 이후의 상황에서 민주주의를 증진, 지원 또는 지원하는 것이 무엇을 의미하는지 재평가하도록 장려하고 있다.

## 정의
민주주의 진흥에 대한 정확한 정의는 25년 이상 동안 논의되어 왔다. 사용되는 용어의 다양성은 정부, NGO 또는 기타 제3자 등 국제 행위자에 의한 다수의 의견과 접근방식의 표시다. 예를 들어, '촉진'이라는 용어 자체는 어떤 사람들에게는 너무 거슬리거나 외부의 간섭을 암시하는 것으로 볼 수 있는 반면, 어떤 사람들에게는 '지원'이 더 긍정적이지만, 다른 사람들에게는 불충분하게 주장되는 것으로 볼 수 있다. 요즘은 크게 두 개의 진영으로 나뉘는 경향이 있는데, 하나는 정치적 과정으로 보는 진영이고 다른 하나는 발전 과정으로 보는 진영이다( 국제관계와 개발원조 참조).

정치적 접근과 발전적 접근 사이의 이러한 기본적인 구분은 민주주의 지원 분야에서 수년간 존재해왔다. 민주주의 원조 제공자들이 명확하거나 일관된 정치적 과도기적 경로를 따르지 않는 나라들에 의해 점점 더 인구가 증가하고 있는 세계에 직면함에 따라, 이 10년 동안 그것은 더욱 뚜렷하게 완화되었다. [...] 개발 접근법의 일부 지지자들은 정치적 접근법이 너무 쉽게 대립적인 정부를 "주최"하고 도움이 되지 않는 반작용을 낳는다고 비판한다. 한편, 정치적 접근법을 지지하는 일부 사람들은 많은 지도자들이 진정한 민주화를 피하면서 상당한 양의 외부 정치적 원조를 흡수하면서 국제사회와 개혁 게임을 하는 것을 배운 세계에서 개발적 접근법이 너무 모호하고 집요하지 않다고 비난한다.

적어도 문제의 일부는 민주주의가 무엇을 구성하는가에 대한 합의가 이루어지지 않은 데 있다. 실제로 W.B.갈리 교수는 '본질적으로 경쟁하는 개념들' 목록에 민주주의를 포함시킴으로써 그러한 질문에 대한 확실한 해결책을 찾는 것이 불가능하다고 지적했다. 지금까지 정의에 대한 의견 불일치로 인해 일부 행위자들은 민주적 거버넌스(선거, 정부 구조 등)의 기술적 시스템을 지원하는 데 초점을 맞추고 있지만, 다른 사람들은 시민 참여를 촉진하고 강력한 시민과 정치 사회를 건설하여 정부 시스템을 심을 수 있는 기반을 마련하는 상향식 접근법을 택한다.

## 종류
민주화 추진은 국가가 다루는 민주화의 유형에 따라 크게 두 가지 패턴이 있는데, 외부 개입과 내전의 해결책으로, 또는 내부 개혁 추진을 지원하는 것이다. 민주주의 진흥 옹호론자들은 민주주의 진흥 프로그램이 투자하는 자원에 대해 어떤 패턴이 가장 성공적인지에 대해 의견이 분분하다. 민주화 과정의 어떤 요소가 민주 통합의 성공에 가장 중요한가에 대해서는 비슷하게 나뉘어 있다.

### 내전 후 민주화
내전은 민주화에 많은 문제를 일으킨다. 로라 아메이와 로버트 맥나브는 내전이 오래 지속될수록, 그리고 더 많은 사상자를 낼수록, 전쟁 중인 파벌들이 서로 더 적대적이 된다는 것을 발견했다; 이러한 적대감은 차례로 민주 정권에서 요구되는 평화적인 경쟁의 조건에 따라 안정을 더 어렵게 한다. 민주주의 촉진을 위해, 같은 연구는 한 파벌의 신속하고 결정적인 승리는, 심지어 표면적으로는 친민주적인 반란일지라도, 분쟁이 끝난 후 평화롭고 선거적인 정부 장악 경쟁을 비슷하게 좌절시킨다는 것을 발견했다. 레너드 원체콘은 민주화의 가장 신뢰할 수 있는 세력 중 하나가 봉합된 내전이라고 주장했는데, 전쟁의 비용이 증가함에 따라 갈등의 원래 동기가 무관하게 된다. 이는 또한 당파가 권력분담 협정을 맺기 위한 내부와 외부의 중재자 조합으로 눈을 돌리게 한다. 즉, 선거와 외부의 중립적인 기관들, 모든 계파가 공정하게 새로운 민주주의에 참여하도록 보장한다.

#### 외부 개입
외부 개입은 개입 유형, 개입 유형, 개입 전 엘리트 협력 수준에 따라 민주화 성공 수준이 달라진다. 개입의 주권 침해의 심각성 못지않게 개입자가 갖고 있는 중립성과 지정학적 무관심의 수준이 중요하다. 차이점은 세 가지 예를 들어 강조할 수 있다: 1989년 니카라과의 유엔 선거 감시원처럼 중립적이고 대부분 눈에 띄지 않는 감시 임무, 1995년 유엔 안전보장이사회 결의 1031호를 집행하기 위한 유고슬라비아의 다자간 나토 IFOR 임무, 그리고 2003년 미국의 이라크 침공으로 대표되는 일방적이고 불안정한 개입이 있었다.세 가지 미션 모두 성공의 정도가 제각각인 민주주의를 고취하기 위한 목표로 갖고있었다. 미하엘 도일과 니콜라스 삼바니스는 신생 민주국가를 만드는 데 가장 성공한 평화유지 임무들은 그들을 뒷받침할 강력한 의무를 가지고 있지만, 군사적인 집행에 의존하지 않는 경향이 있다는 것을 발견했다. 성공적인 민주화의 개입은 파벌이 협상 타결을 고수하는 모니터링으로 이루어지며, 가장 성공적인 개입은 광범위한 국가 건설(정부 효율성 및 전문성 향상 또는 고전적인 인프라 지원 등)을 포함한다.

#### 외부 개입으로 인한 문제
맥브라이드, 밀란테, 그리고 스카퍼다스가 제안했듯이 내전에 대한 협상 타결은 안정의 편익에 대한 국가의 편향되지 않은 분배에 대한 개별 파벌의 신념에 기초하기 때문에, 국가 건설에 자원을 소모하지 않는 개입은 때때로 민주주의 촉진에 역효과를 가져올 수 있다. 그러한 믿음이 처음부터 잘못되었다는 것을 암시함으로써 그 믿음을 흔들어 놓는다. 마리나 오타웨이가 제기한 또 다른 문제점은 선거와 같은 공식적인 민주적 제도를 시행하기 위해 너무 자주 개입함으로써 경쟁 엘리트들이 책임감 있게 분리될 수 있는 시간을 주지 않는다는 점이다.  짧은 기간 때문에 그들은 새로운 권위주의적인 협정으로 단결하거나, 또는 정체성과 같은 지나치게 분열적인 정당 플랫폼에 의존한다. 이것은 협력적인 정권 틀 안에서 엘리트들의 "영구적인 분열"을 배제한다. 외부 개입, 특히 일방적이거나 좁은 다자간 개입과 관련해 제기되는 최종적인 우려는 이해당사자의 인권이나 민주주의의 이름으로 제국주의나 신제국주의의 인식이나 현실화인데, 이는 그녀가 이론화하여 역생산적인 민족주의 반발을 불러일으키지만, 중립적인 감시조차 반드시 이루어져야 한다. 그들의 보도는 파나마 선거 사기에 관한 1989년 정부 자유당원회의 보고서가 미국을 위해 한 것처럼 일방적 개입을 초래하지 않도록 주의해야 한다.

### 점진적 개혁주의와 4인용 게임
민주화가 어떻게 가장 성공적으로 일어나는지에 대한 또 다른 사상은 시간이 지남에 따라 점진적인 개혁의 결과로 독재 정권이 민주 체제로 전환되는 것을 포함한다. 이를 위한 기본 메커니즘은 온건한 정권과 야당 인사들이 친민주적 개혁 연합을 결성해 각 강경파를 편드는 4인 게임의 이론적 설정이다. 그러나 알프레드 스테판과 후안 린즈는 이 그림에 대해 매우 제도화된 정권과 공공 영역을 모두 필요로 한다는 주의를 제기한다. 서로 다른 구성원들이 어느 정도의 자율성을 유지하고 서로 다른 이해관계를 가지기 위해 정권은 술탄주의(온전히 하나의 중앙 통치자의 욕망에 근거)가 되어서는 안 된다고 주장한다. 한편, 공적 영역에서는, 개혁 조약에 대한 지지와 그것을 공식화한 온건파의 지지를 동시에 제공하면서, 독재 정권에 대한 압박을 유지할 수 있는 강한 시민 사회가 있어야 한다. 레이 살바토레 제닝스의 설명대로 지난 반세기 동안 민주적 전환의 성공은 독재 정권의 내러티브에 대항하기 위해 반체제 정보를 유포하는 시민사회단체(CSO)의 능력에 크게 의존해 왔다.  또한 그들은 높은 투표율을 동원하고 정권 강경파 의원들의 간섭을 막기 위해 첫 선거를 감시했다. 또한 민주화에 대한 점진적인 개혁주의적 관점에 편중된 많은 학자들은 자유민주주의 국가의 통제 하에 있지 않은 개인의 삶의 일부를 지시하는 CSO의 역할이 자유민주주의를 위해 사회자본과 자기애도를 유지하는 데 중요한 CSO를 만든다고 주장하는 프란시스후캬마의 의견에 동의한다.

#### 내부 개혁 지지와 갈등
외부 개입이 효과적인 민주주의 지원 전략인지에 대한 의문을 넘어 민주주의 지지 기반 국제 정책의 지지자들을 분열시키는 문제가 끊이지 않고 있다. 칼스 보이스와 수잔 스토크스는 경제가 발전할수록 파벌들이 평화를 깨뜨릴 것이라고 주장하며 경제 개발 원조를 옹호한다. 그러나 다른 이들은 이 전략은 민주 통합을 방어하는 데만 유용할 뿐 한 파벌이 이미 지배하고 있는 정권의 민주화를 조장하는 데는 유용하지 않다고 주장한다. 다른 사람들은 USAID 프로그램이 민주화에 거의 영향을 미치지 않았지만, 지원을 받는 국가들에서 시민 사회와 선거 과정을 포함한 기본적인 민주적 특징들을 확실히 개선시켰다고 주장하며, 긴 게임을 옹호하며 프리태그와 헤켈만 캠프에 속해 있다.
또한 모든 CSO가 민주주의를 촉진하는 데 도움이 되지 않을 것이라는 점 또한 주목할 필요가 있다. 만약 조직이 너무 커서 구성원을 고무하지 못하거나, 유권자들의 정체성이 너무 좁게 정의된다면, 조직은 4명의 참여자가 참여하는 민주주의 이행 협정을 지지하지 못할 것이고, 심지어 분열과 내전을 조장할 수도 있다. 국제사회가 비현상적 엘리트가 될 정도로 비정부기구를 떠받치고 있는 것 아니냐는 우려도 나온다.

## 추가 자료
- Bollen, Kenneth; Paxton, Pamela; Morishima, Rumi (June 2005). “Assessing international evaluations: An example from USAID's Democracy and Governance Programs” (PDF). 《American Journal of Evaluation》 26 (2): 189–203. doi:10.1177/1098214005275640.[깨진 링크] Evaluation performed on behalf of the Social Science Research Council (SSRC), at the request of and with funding from the Strategic and Operational Research Agenda (SORA) of USAID (Office of Democracy and Governance in the Bureau for Democracy, Conflict, and Humanitarian Assistance), according to the National Research Council (2008, 28쪽)
- Thomas Carothers, Critical Mission: Essays on Democracy Promotion, Washington, DC: Carnegie Endowment for International Peace, 2004, ISBN 978-0-87003-209-7
- Nicolas Guilhot, The Democracy Makers: Human Rights and International Order, New York: Columbia University Press, 2005, ISBN 978-0-231-13124-7
- National Research Council, Committee on Evaluation of USAID Democracy Assistance Programs (2008).  Goldstone, Jack A, 편집. 《Improving democracy assistance: Building knowledge through evaluations and research》. xvi+336쪽. ISBN 978-0-309-11736-4.Free PDF-formatted complete  report
- Thiel, Rainer (2010). 〈U.S. democracy assistance in the Polish liberalization process 1980-1989 (Chapter 6)〉. 《Nested games of external democracy promotion: The United States and the Polish liberalization 1980-1989》. VS Verlag. 179–235, especially 204 and 231쪽. ISBN 978-3-531-17769-4.

## 같이 보기
- 혁명 수출